# 金尾稜厳

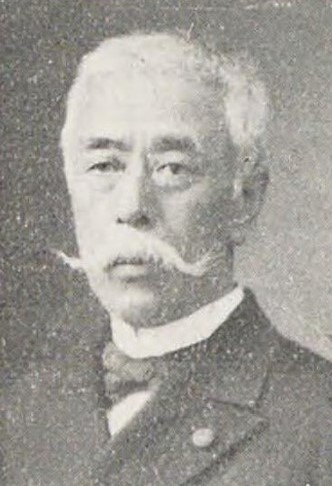
金尾稜厳

金尾 稜厳（金尾 稜嚴、かなお りょうごん、1854年7月8日〈嘉永7年6月14日〉 - 1921年〈大正10年〉3月23日）は、幕末から大正期の僧侶、政治家。衆議院議員（広島県第七区選出、8期）、官選県知事。旧名は楞厳。族籍は広島県平民。

## 経歴
安芸国沼田郡相田村（現広島市安佐南区相田）の正伝寺に金尾法厳の長男として生まれる。万延元年12月27日（1861年2月6日）に得度を受ける。広島藩校学問所（現修道中学校・高等学校）で河野徴に経史を学ぶ。1873年7月13日に正伝寺住職を継職した。
その後、本山（西本願寺）に出仕し、枢密書記、大阪教務所管事などを務める。自由民権運動などを背景に教団内の改革運動が起こり、金尾は一般末寺僧侶の宗政参加を主張し、1881年成立の寺法に反映された。
1882年6月から崇徳教社の援助により洋行し、オックスフォード大学などで各国の宗教・政治・教育などを学び、1885年2月に帰国した。この間、オーストリアのローレンツ・フォン・シュタインに立憲制度について学んだとされているが、直接的な記録は今のところ見出されていない。
1890年7月、第1回衆議院議員総選挙に、当時の衆議院議員選挙法の規定により僧侶に被選挙権がないため還俗し、広島県第三区から無所属で出馬し当選。以後、第4回から第6回まで当選した。
1898年8月3日、第1次大隈内閣により富山県知事に登用された。1899年8月の大火、同年9月の大水害の復旧に尽力。道路の整備、消防力の強化、建築規準の設定などを進めた。1900年1月19日、知事を休職。同年9月8日、島根県知事に就任。同年11月の県会で、県金庫に松江銀行と農工銀行を指定する意見書が採択されたが、金尾知事が県会の権限外であるとして取消を命じ、県会が行政裁判所に訴えた。このことから県会との対立が続いた。1901年11月16日、金尾知事が中学校の三分校（石西、石東、雲南）設置を約束したにもかかわらず、なんら県会に提案がないことから知事不信任案が可決され、同年11月28日、内務大臣は県会の解散を命じた。1902年10月4日、教科書疑獄事件などの関係で知事を休職となった。事件では官吏収賄罪に問われ、重禁錮3ヶ月15日の判決を受けた。これにより正五位返上を命じられる。
その後、第10回衆議院議員総選挙で返り咲き、第12回、第14回総選挙でも当選した。

## 人物
住所は広島県安佐郡三篠町。

## 家族・親族
金尾家
- 父・法嚴[6]
- 妻・カス（1859年 - ?、広島、児玉尚三郎の長女）[6]
- 長男[6]
- 娘[6]
- 庶子・素子[19]（もと[6]、1894年 - ?、生母は東京の浅野銀[6]） - 東京府女子師範学校に学び、第十一回卒業、教職にあること8年の後、辞して久本道圓に嫁ぐ[19]。夫妻の間に一男一女が誕生する[19]。夫が亡くなると、自ら文房具商を開始して家計の一助となす[19]。
- 孫[6]

親戚
- 実弟・福間最勝（高林坊の住職）[20]